# ارول کسکین
ارول کسکین (ترکی استانبولی: Erol Keskin; ۲ مارس ۱۹۲۷ – ۱ اکتبر ۲۰۱۶) بازیکن فوتبال اهل ترکیه بود.
از باشگاه‌هایی که در آن بازی کرده‌است می‌توان به باشگاه فوتبال فنرباغچه اشاره کرد.
وی همچنین در تیم ملی فوتبال ترکیه بازی کرده‌است.